# Схелингвауде
Схелингвауде (на нидерландски: Schellingwoude) е село в Ланделик Норд, слабонаселената селска част на район Амстердам-Норд. До 1857 селото е самостоятелна община. Тогава то става част от община Рансдорп, която през 1921 г. се присъединява към община Амстердам. Схелингвауде има 155 жители (по приблизителна оценка от януари 2011 г.).
Селото лежи на Норделике Айдайк между Нювендам и Дюргердам. Състои се от няколко десетки къщи и няколко други сгради, между които църква. Няколко от къщите са дървени. Повечето къщи са на дигата по продължение на Ай. Успоредно на дигата, в ниското има улица. Зад дигата, на специален насип се намира и църквата. Тя е построена през 1866 г. и първоначално е използвана от Холандската Реформирана община. От разкопки става ясно, че на същото място е имало църква още през 14 век.
Според някои източници, името на селото идва от гора, която е разделяла Ватерланд от Зайдерзе. „Схелинг“ (scheling) е старохоландска дума за граница (scheiding). Друг източник смята, че името е свързано с историята за схелингите (стари холандски монети), които били намерени в гората. Гората вече не съществува; вероятно е унищожена по време на наводнението „Синт-Елизабет“ през 1421 г.
Селото има яхтклуб на Байтен-Ай. Шлюзовете на Ай осигуряват връзка за пешеходци и велосипедисти с южния бряг на Ай. През 1957 г. е построен и мостът Схелингваудербрюг, който е първата постоянна връзка между двата бряга на Ай в Амстердам. Този мост свързва Амстердам-Норд със Зебюрг. През 1990 г., близо до Схелингвауде, е построен и тунелът Зебюргертюнел като част от околовръстния път А10-Изток.